# Urugwaj na Letnich Igrzyskach Olimpijskich 1992
Urugwaj na Letnich Igrzyskach Olimpijskich 1992 reprezentowało 16 zawodników (sami mężczyźni). Był to 15 start reprezentacji Urugwaju na letnich igrzyskach olimpijskich.

## Skład kadry

### Boks
Mężczyźni
- Jorge Porley waga lekkośrednia do 71 kg - 17. miejsce,
- Luis Méndez waga średnia do 75 kg - 17. miejsce,

### Judo
Mężczyźni
- Jorge Steffano - waga do 65 kg - 20. miejsce,

### Kajakarstwo
Mężczyźni
- Enrique Leite

K-1 500 m - odpadł w repesażach,
K-1 1000 m - odpadł w repesażach,

### Kolarstwo szosowe
Mężczyźni
- Federico Moreira - wyścig ze startu wspólnego - 50. miejsce,
- Sergio Tesitore - wyścig ze startu wspólnego - 74. miejsce,

### Lekkoatletyka
Mężczyźni
- Nelson Zamora - maraton - 54. miejsce,
- Ricardo Vera - bieg na 3000 m z przeszkodami - 12. miejsce,

### Pięciobój nowoczesny
Mężczyźni
- Daniel Pereyra - indywidualnie - 66. miejsce,

### Pływanie
Mężczyźni
- Gustavo Gorriarán

100 m stylem klasycznym - 40. miejsce,
200 m stylem klasycznym - 30. miejsce,

### Podnoszenie ciężarów
Mężczyźni
- Sergio Lafuente - waga do 82,5 kg - 26. miejsce,

### Strzelectwo
Mężczyźni
- Fernando Richeri - pistolet pneumatyczny 10 m - 44. miejsce,